# 長崎県立総合運動公園陸上競技場
長崎県立総合運動公園陸上競技場（ながさきけんりつそうごううんどうこうえんりくじょうきょうぎじょう）は、長崎県諫早市の長崎県立総合運動公園内にある陸上競技場兼球技場。施設は長崎県が所有し、一般社団法人長崎県公園緑地協会が指定管理者として運営管理を行っている。
業務受託業のトランスコスモス株式会社が命名権を取得しており、2016年8月1日より「トランスコスモススタジアム長崎」（トランスコスモススタジアムながさき、略称「トラスタ」）の呼称を用いている。

## 歴史
1969年開場。同年に長崎県で開催された第24回国民体育大会（秋季大会）のメイン会場として使用された。
1991年7月27日には、サッカー国際Aマッチの日本代表対韓国代表が開催された。
日本プロサッカーリーグ（Jリーグ）に加盟していた横浜フリューゲルスは1992年から1995年の間、本来のホームタウンである神奈川県横浜市の他に「特別活動地域」として長崎県、熊本県、鹿児島県の九州地方3県を指定しており、長崎県でのゲームはこの競技場で開催された。県は試合開催のために競技場の改修を行っており、1994年には座席数を増やすために芝生席だったバックスタンドに座席を設けている。
2009年9月にはジャパンラグビートップリーグの公式戦が開催された。

### 改修
2014年に長崎県で開催される第69回国民体育大会と第14回全国障害者スポーツ大会のメイン会場として大会の開閉会式および陸上競技の会場として利用するため、2011年3月から改修工事を開始した。長崎県を本拠地とするV・ファーレン長崎のJリーグ加盟を視野に入れてJリーグが定める試合開催基準に適合させる。旧競技場は2010年6月まで使用されていたが、同年7月から旧競技場の解体準備に入り、11月から旧競技場の解体工事が本格的に開始された。解体工事は2011年2月までに完了した。
現競技場は、9レーンの400メートルトラックを備え日本陸連の第1種公認規格に認定されている。収容人数は約20,000人で、スタンドは全周がテント膜屋根で覆われている。全ての席は背もたれ付き独立シートとなっており、92席の車椅子用スペースも用意された。横17.88メートル、縦7.68メートルの大型LEDビジョンが据えられている。屋根は長崎の教会をイメージしており、屋外広場は出島風を意識したデザインが採用された。150キロワット発電力を有する太陽光発電や雨水再利用システムなど環境にも配慮している。周辺整備も含めた総事業費は約100億円となっている。
当初の計画では2013年10月に供用開始となる予定であったが、V・ファーレンが2013年シーズンからJリーグ ディビジョン2（J2）に参入するため2013年3月に工事スケジュールを前倒しした。長崎県陸上競技協会も2013年8月に開催される国体リハーサル大会の準備のために共用開始の前倒しを要望していた。長崎県は芝生張替え部分の工法を変更することによって工期を短縮した。2013年3月2日に落成式と記念イベントがおこなわれ、当スタジアムはV・ファーレンのホームスタジアムとなった。なお翌日3日から一般供用が開始され、改修工事自体は2013年6月に終了した。3月10日にはV・ファーレンのJ2参入後初のホーム公式戦（第2節 ガンバ大阪戦）が開催され、18,153人の動員を記録した。
2017年11月11日に開催されたカマタマーレ讃岐戦では、V・ファーレンのJ1昇格を見届けようと22,407人の動員を記録し、収容率が110.67%となり収容能力を上回る事態となった。
2024年、V・ファーレンは長崎市に開業した新スタジアム「PEACE STADIUM Connected by SoftBank」にホームを移転した。

## 命名権
長崎県は新たな財源確保などを目的に、2016年2月より競技場の命名権（ネーミングライツ）を募集。業務受託業の国内最大手で、2015年に長崎市内に事務拠点を構えたトランスコスモスが権利を年間1,050万円で取得した。契約期間は2016年8月1日からの3年間で、「トランスコスモススタジアム長崎」（略称表記はトラスタ）の呼称が採用となった。2019年7月に2024年7月末までの5年間の契約更新、その後2029年7月末までのさらに5年間の契約更新をした。

## 開催された主なイベント・大会

### 陸上競技
- 第56回全国高等学校総合体育大会陸上競技大会（2003年）
- 第69回国民体育大会陸上競技（2014年）
- 長崎県下郡市対抗駅伝競走大会（2025年から発着点）
- ながさきリレーカーニバル
- 長崎陸協競歩大会
- 全日本中学校通信陸上競技大会長崎県大会
- 長崎県高等学校総合体育大会陸上競技
- 長崎マスターズ陸上競技選手権大会

### サッカー
- V・ファーレン長崎のホームゲーム
- 天皇杯全日本サッカー選手権大会
- 日本代表vs韓国代表（1991年7月27日、第15回日韓定期戦）
- 横浜フリューゲルスのホームゲーム（1992年 - 1995年）
- 日本女子代表vsナイジェリア女子代表（2013年9月22日、国際親善試合）
- 日本女子代表vsガーナ女子代表（2018年4月1日、MS&ADカップ2018）
- U-22日本代表vsU-22ジャマイカ代表（2019年12月28日、日本代表強化試合）

### その他
- 第24回国民体育大会（1969年）
- 第69回国民体育大会（2014年）
- 第14回全国障害者スポーツ大会（2014年）

## 施設概要

### 旧競技場
- 日本陸上競技連盟第3種公認
- 収容人員：15,419人(座席はメイン・バックの各スタンドのみ。サイドスタンドは存在せず、当該箇所は一般観客立ち入り禁止の芝生の小山が設置されていた)
- 照明設備：照明塔4基（最大照度1500Lx）
- スコアボード：電光式
- トラック：400m×8レーン
- フィールド：天然芝

### 現競技場（改修後）
- 日本陸上競技連盟第1種公認[1]
- 建築面積：14,461m2[1]
- 延面積：約29,672m2[1]
- 収容人員：約20,246人（座席は全面二層式スタンド。メイン・バック椅子席（背もたれ式独立シート）、観客席は全面屋根付き）
- 照明設備：照明塔4基（最大照度1500Lx）
- 日本サッカー協会スタジアム基準クラス2以上（Jリーグ1部基準）
- 太陽光発電設備（150 kW）、雨水再利用設備
- 野外広場（出島をデザインした広場を競技場の中に設置）
- 大型映像装置 - 三菱電機製オーロラビジョンでサイズは802型 (高さ7.68m×幅14.88m）[8]
- トラック：400m×9レーン[1]
- フィールド：天然芝

## アクセス
- 鉄道
  - JRおよび島原鉄道・諫早駅より徒歩30分[9]
- バス
  - 諫早バスターミナルから長崎県営バス・長崎方面行きで「競技場北口」下車、徒歩約5分[9]
  - 長崎駅前ターミナルから諫早方面行きで「競技場北口」下車、徒歩約5分[9]
- 自動車
  - JRおよび島原鉄道・諫早駅より10分[9]
  - 長崎空港から30分[9]
  - 長崎自動車道・諫早インターチェンジより約5分[9]